# Крюковцы (Кировская область)
Крюковцы — деревня в составе Мурашинского района Кировской области. 

## География
Находится на расстоянии примерно 38 километров по прямой на юго-запад от районного центра города Мураши.

## История
Известна с 1873 года, когда в ней (на тот момент Наумовская или Абрамичи) было учтено дворов 12 и жителей 94, в 1905 (на тот момент Займище Наумовское или Абрашенки или Крюковы) 16 и 97, в 1926 16 и 74, в 1950 15 и 50 соответственно, в 1989 105 жителей. До 2021 года входила в Мурашинское сельское поселение Мурашинского района, ныне непосредственно в составе Мурашинского района.

## Население
Постоянное население  составляло 59 человек (русские 95%) в 2002 году, 7 в 2010.